# Öttömös
Öttömös is een plaats (község) en gemeente in het Hongaarse comitaat Csongrád. Öttömös telt 813 inwoners (2002).